# Netsaj
Netsaj (hebreo: נצח, "victoria") es la séptima sefirá del árbol de la vida de la cábala, está situada debajo de Jesed, Netsaj esta emparejada con Hod. Netsaj es la esfera de Venus: el aspecto femenino de Dios, Nétsaj representa la polaridad activa o "fuerza" frente a la polaridad pasiva o "forma" de la matriz mental de Hod. Y si definíamos esta última sefirá como el dominio del pensamiento, Nétsaj es, propiamente, la esfera del sentimiento.